# 大军团大街
大军团大街（法語：Avenue de la Grande-Armée）是位於法國巴黎十六区及十七区边界的街道，也是巴黎歷史軸的構成部分之一，東起於戴高乐广场，西止於馬拉科夫大街及佩雷爾大道，全长775米、宽70米。該街道是香榭丽舍大街的向西延续，西端銜接馬約門一帶的訥伊大街、再向西延伸至塞纳河畔讷伊的戴高樂大街後，直通拉德芳斯。

## 簡介
大軍團大街開闢於路易十五時期，曾先後被命名為「訥伊路」（Route de Neuilly；1730年）、「聖日耳曼路」（Route de Saint Germain；1820年）、「馬約門大街」（Avenue de la Porte-Maillot；1848年）及「訥伊大街」（Avenue de Neuilly；1860年），在1863年以前還是法國13號國道的一部分。至1864年3月2日，由拿破崙三世取名為現稱，以紀念拿破崙戰爭時為法軍主力的「大軍團」（Grande Armée）。